# Naqoyqatsi
Naqoyqatsi è un documentario del 2002 diretto da Godfrey Reggio. È il terzo film della trilogia qatsi che comprende inoltre Koyaanisqatsi (1982) e Powaqqatsi (1988).

## Trama
Secondo Reggio, il film di per sé non presenta una trama, ma tre movimenti con tre temi differenti:
1. Numerica.com: linguaggio e luogo lasciano spazio a codici numerici e realtà virtuali.
2. Circus maximus: competizione, successo, record, fama, "fair play" e amore per il denaro vengono elevati a valori cardine dell'esistenza. L'esistenza diventa un gioco.
3. Rocketship twentieth century: un mondo che il linguaggio non riesce più a descrivere. Il tempo esplosivo dettato dalla tecnologia è guerra, violenza civilizzata.

## Produzione
Naqoyqatsi è una parola della lingua amerindia hopi e significa "vita in cui ci si uccide a vicenda".

## Colonna sonora
La colonna sonora è di Philip Glass.

### Tracce
1. Naqoyqatsi
2. Primacy of Number
3. Massman
4. New World
5. Religion
6. Media Weather
7. Old World
8. Intensive Time
9. Point Blank
10. The Vivid Unknown
11. Definition